# Старі Бросківці
Старі Бросківці — село в Україні, у Кам'янській сільській громаді Чернівецького району Чернівецької області.

## Історія
За переписом 1900 року в селі було 650 будинків, проживали 2636 мешканців: 753 українці, 1661 румун, 210 німців і 12 поляків).

## Населення

### Мова
Розподіл населення за рідною мовою за даними :
| Мова       | Кількість | Відсоток |
| ---------- | --------- | -------- |
| українська | 2100      | 83.90%   |
| румунська  | 389       | 15.54%   |
| російська  | 13        | 0.52%    |
| білоруська | 1         | 0.04%    |
| Усього     | 2503      | 100%     |

## Відомі люди
У 1952—1953 навчальному році в селі після закінчення Одеського університету вчителював Федір Степанович Арват (1928—1999) — український мовознавець, педагог, кандидат філологічних наук (1964), професор (1989), академік Академії педагогічних наук України (1992).

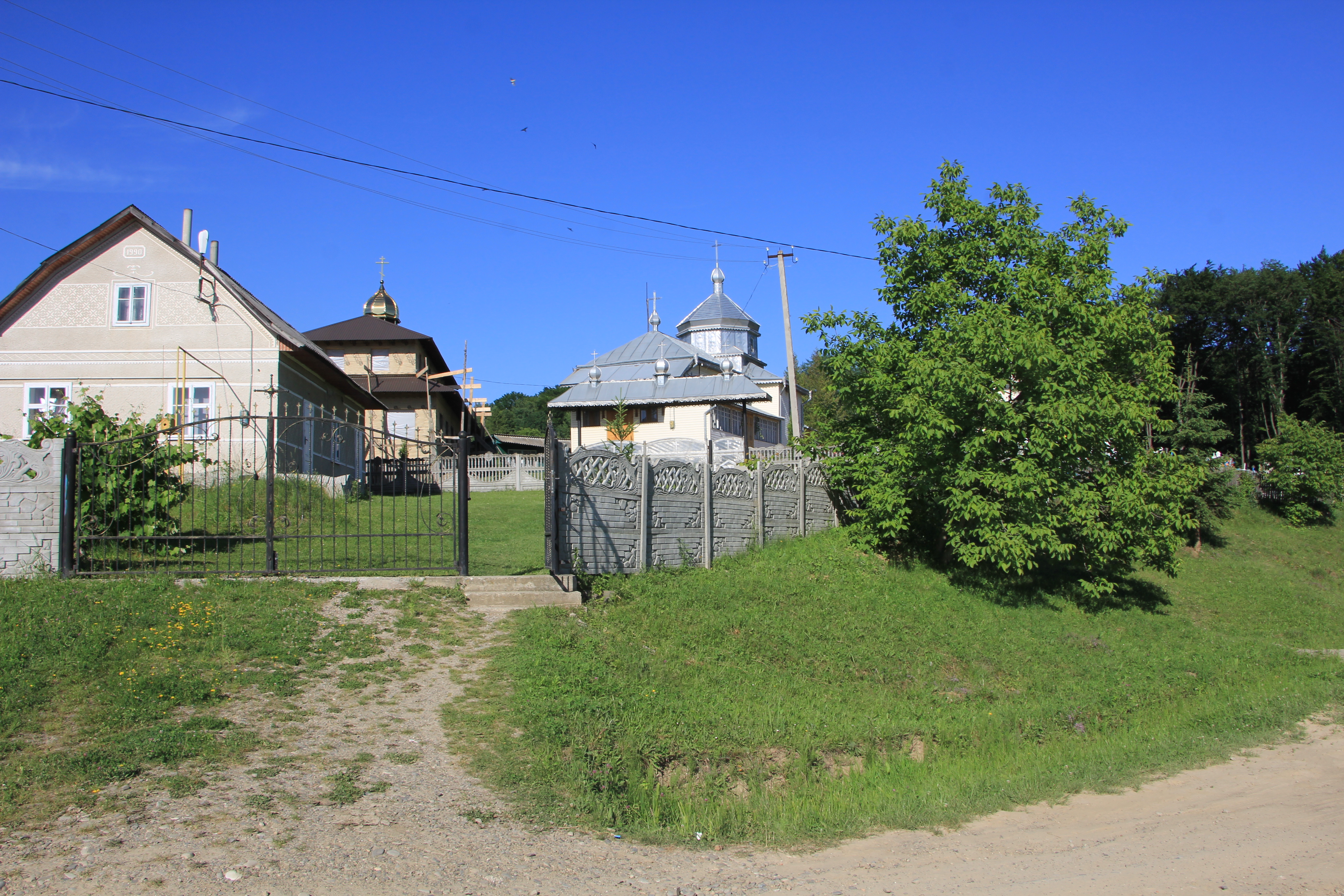
Дерев'яна церква Свв. Ап. Петра і Павла 1919 с. Старі Бросківці.
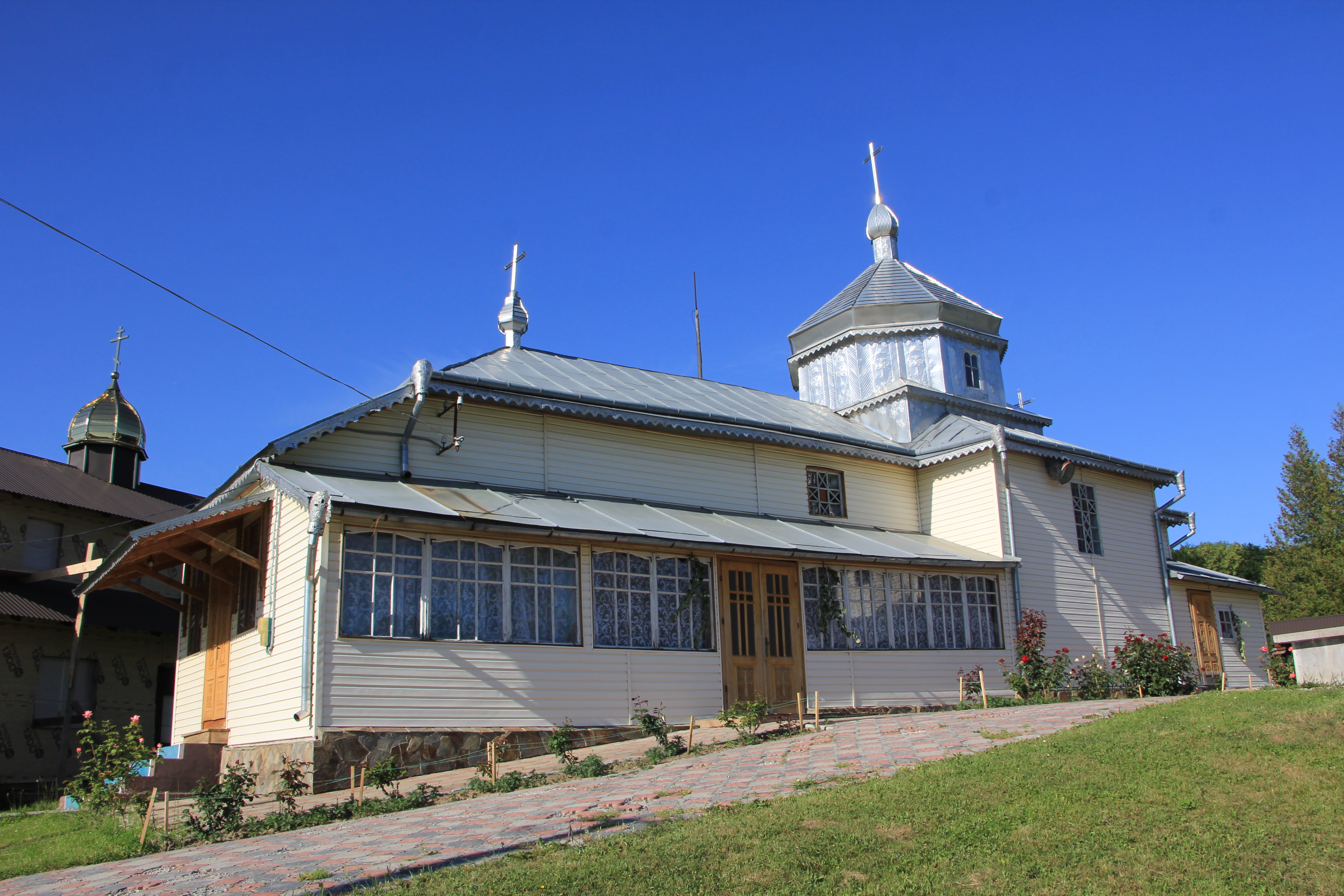
Дерев'яна церква Свв. Ап. Петра і Павла 1919 с. Старі Бросківці.
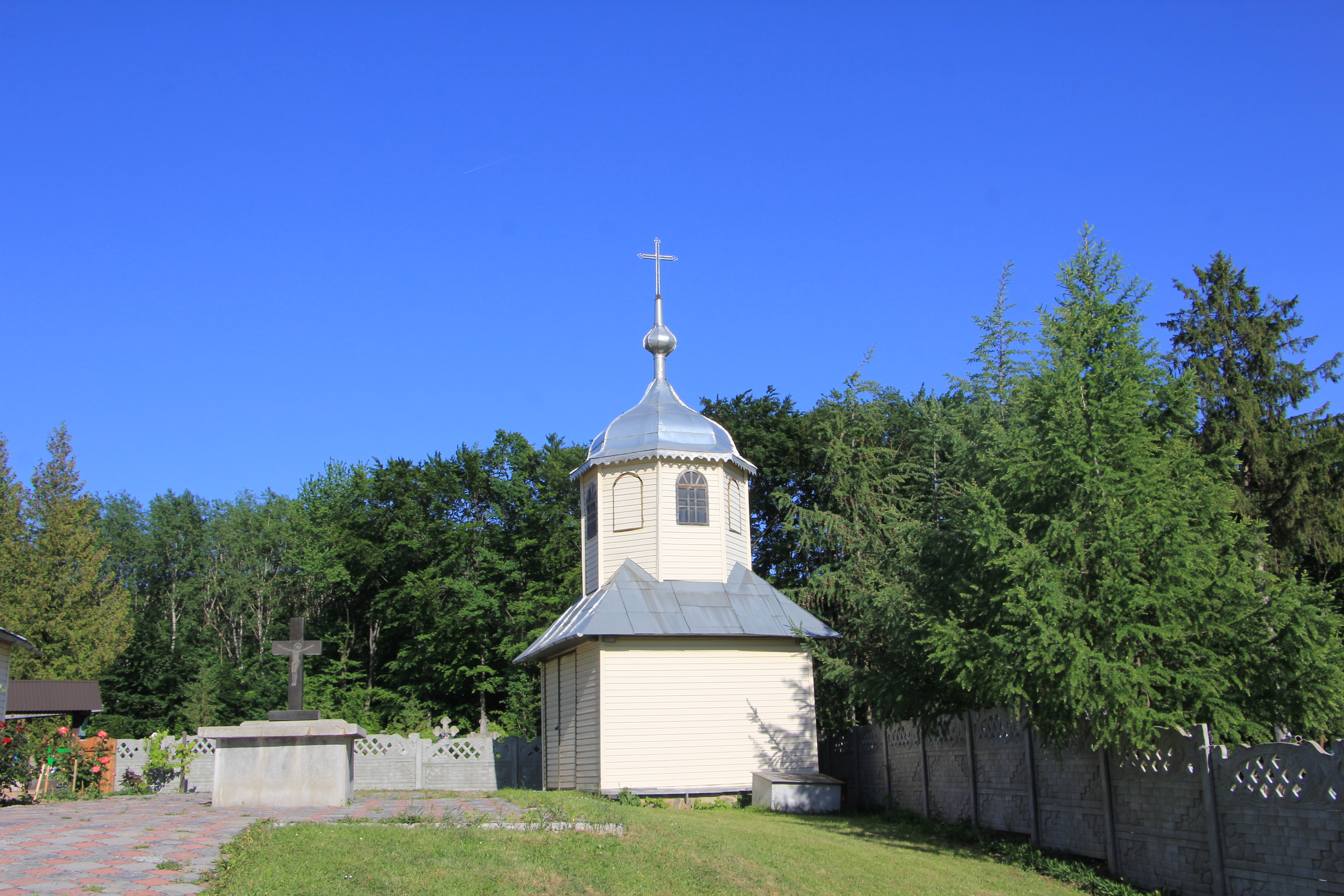
Дерев'яна церква Свв. Ап. Петра і Павла 1919 с. Старі Бросківці. Дзвіниця